# Linha do Leste
A Linha do Leste é uma ligação ferroviária entre a Estação de Abrantes, em Portugal, e a fronteira com Espanha, junto a Elvas, apresentando um comprimento de 140,692 quilómetros. Originalmente a designação de Linha do Leste ou Caminho de Ferro do Leste referia-se ao conjunto dos lanços entre a Estação de Santa Apolónia, em Lisboa, e a fronteira com Espanha perto de Elvas, mas posteriormente passou a ser apenas a via férrea de Abrantes à fronteira. Assim, o seu primeiro lanço, entre a estação provisória de Lisboa e o Carregado, foi inaugurado em 28 de Outubro de 1856, tendo a linha chegado à fronteira com Espanha em 24 de Setembro de 1863.

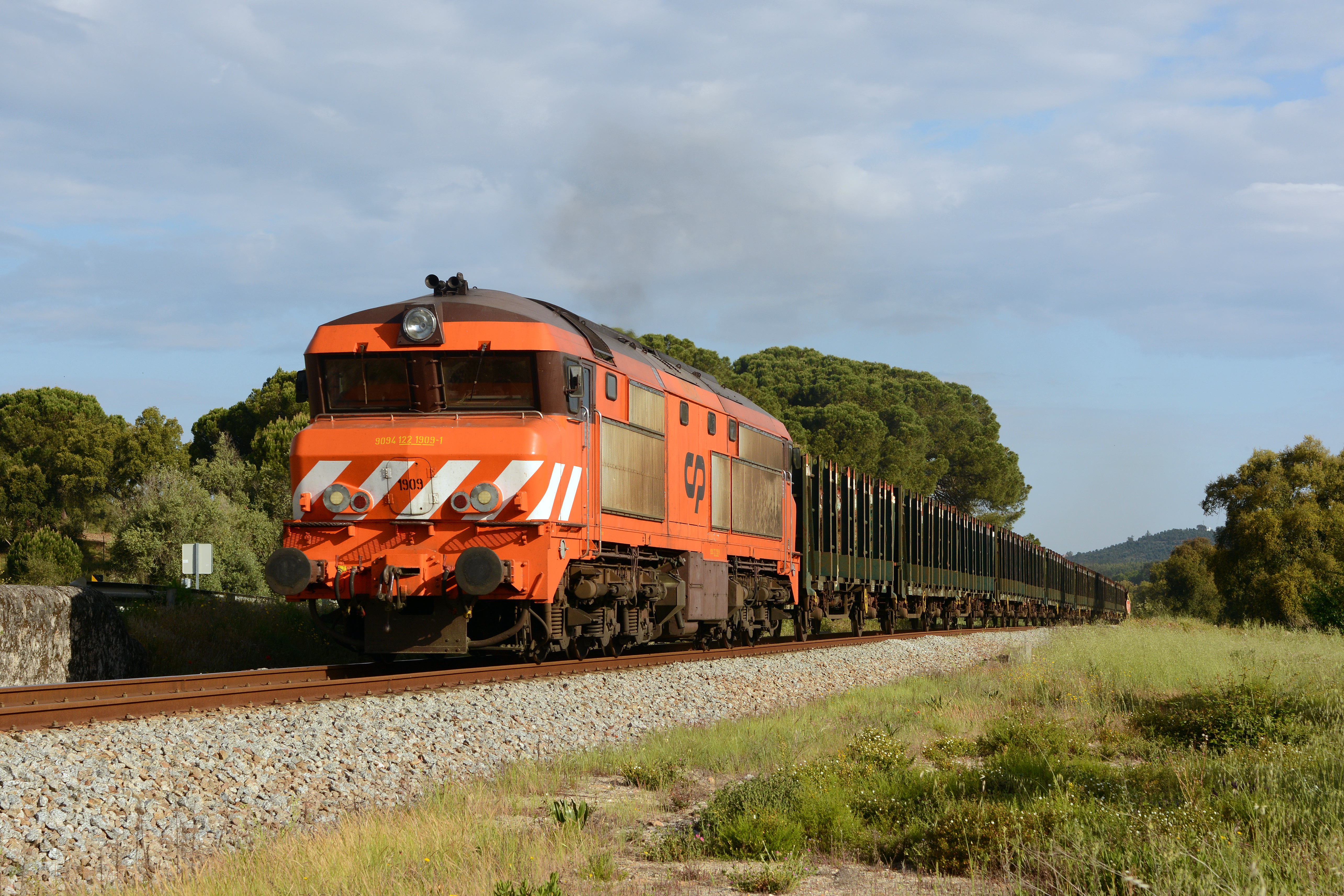
Comboio de mercadorias junto a Bemposta, em 2017

## Caracterização

### Exploração
Em Outubro de 2011, apresentava via única, não electrificada, e utilizava um sistema de exploração em cantonamento telefónico. O traçado desta linha era um dos melhores em Portugal, com longas rectas e curvas de raio muito aberto. A maioria das estações estavam emparedadas, mas tinham sido pintadas pela Rede Ferroviária Nacional. Na mesma altura, esta linha apenas era utilizada por serviços regionais, utilizados maioritariamente por idosos e estudantes. Os serviços foram encerrados em 1 de Janeiro de 2012, tendo sido retomados de Abrantes até Portalegre em 25 de Setembro de 2015, e até Badajoz em 29 de Agosto de 2017.

### Material circulante
Entre o material circulante utilizado na Linha do Leste, estiveram as automotoras da Série M 1 a 7 da Companhia dos Caminhos de Ferro Portugueses. Também circularam as locomotivas da Série 1200, que rebocavam comboios regionais entre Elvas e Badajoz.

## História

### Fases da Construção[1]
| Entre as Estações | Extensão  | Inauguração            |
| ----------------- | --------- | ---------------------- |
| Abrantes – Crato  | 64,404 km | 6 de Março de 1863     |
| Crato – Elvas     | 65,573 km | 4 de Julho de 1863     |
| Elvas – fronteira | 10,715 km | 24 de Setembro de 1863 |

### Antecedentes
As comunicações fronteiriças entre Portugal e Espanha sempre foram muito deficientes, devido principalmente a diferenças políticas; o primeiro grande plano para estabelecer uma via de comunicação foi lançado durante o reinado de Filipe II de Espanha, quando ambas as nações ibéricas se encontravam politicamente unidas, e propunha tornar navegável os rios Tejo e Jarama, de forma a ligar Lisboa a Madrid por via fluvial. Este projecto, junto com outros que lhe seguiram, não foram bem sucedidos, mas os governos não deixaram de procurar outras formas de facilitar as ligações entre os dois países, principalmente para poder exportar os seus produtos. No entanto, as principais rotas de comunicação, por via rodoviária, continuavam a ser inseguras e irregulares. Em 1830, iniciou-se um serviço de mala posta entre o Montijo e Badajoz, unindo Lisboa a Madrid por via terrestre. A viagem era desconfortável e era muito longa, e a falta de procura motivou o seu cancelamento logo em 1831. A mala posta do Montijo a Badajoz foi reposta em 1854, e embora continuasse a sofrer de problemas de conforto e de segurança, durou até 1863, devido à inauguração da Linha do Leste.

### Século XIX

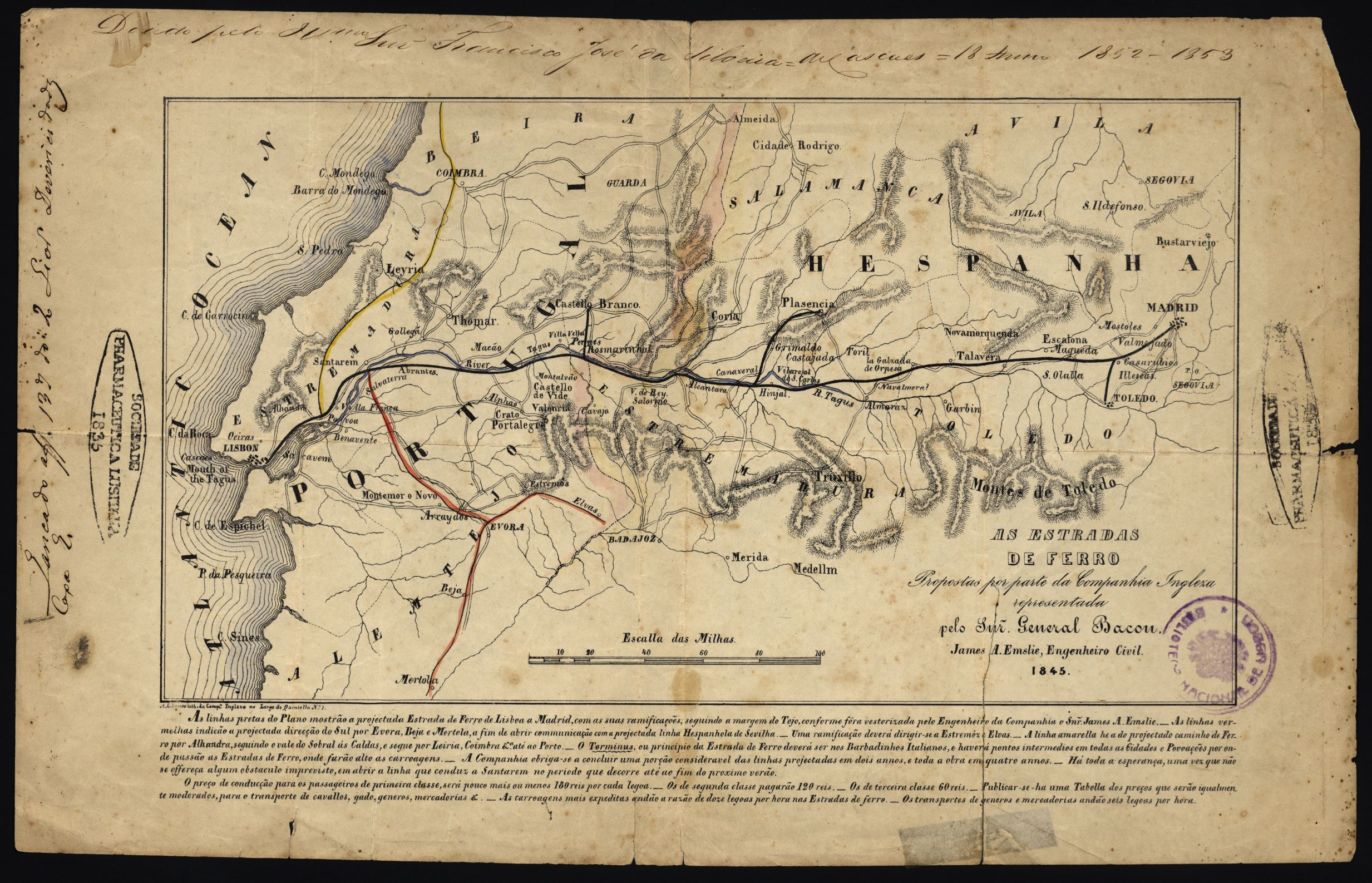
Mapa com os planos ferroviários de 1845, incluindo a linha de Lisboa à fronteira

#### Primeiras tentativas
A primeira ideia para instalar um caminho de ferro em território nacional surgiu na Década de 1840, numa carta enviada por Benjamim de Oliveira ao seu primo, o Conde de Tojal em 10 de Outubro de 1844, onde propôs a formação de uma companhia inglesa para construir uma linha férrea em Portugal, unindo Lisboa ao Porto. Em 6 de Dezembro desse ano, houve uma reunião de capitalistas em Londres, tendo-se planeado a construção de duas linhas, uma de Lisboa à fronteira e outra no Alentejo. Estes planos não chegaram a ser concretizados devido à publicação de um decreto de 19 de Dezembro de 1844, que fundou a Companhia das Obras Públicas de Portugal, tendo esta empresa sido encarregada de construir a linha de Lisboa à fronteira por uma Lei de 19 de Abril de 1845. Nessa mesma data foi assinado o contrato com a companhia, onde ficou estabelecido que a linha até à fronteira acompanharia o percurso do Rio Tejo. Esta via férrea seria de grande importância, por permitir uma ligação entre Portugal ao estrangeiro, não só a Espanha mas a toda a Europa continental, tendo a Revista de Obras Públicas previsto, em 1845, que Lisboa seria a ponta ocidental de uma grande rede ferroviária até Königsberg, por Madrid, Bordéus, Paris, Bruxelas, Colónia, Berlim e Dantzig. Este empreendimento devia estar realizado num prazo de 10 anos, mas a empresa foi encerrada em 5 de Junho de 1846, devido à instabilidade política e à Revolução da Maria da Fonte.

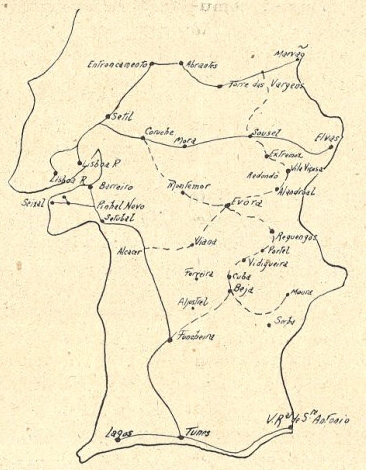
Rede proposta pelos engenheiros Wattier e Rumball para as linhas no Sul de Portugal, na década de 1850. Rumball propôs que a linha para Badajoz devia atravessar o Rio Tejo junto ao Carregado, e seguir o Sorraia por Coruche, Mora, Sousel e Elvas.

#### Planeamento e fase de concurso
Em 1851, iniciou-se a Regeneração, um período de relativa estabilidade social e política, que permitiu a execução de várias medidas para o progresso dos transportes, incluindo os caminhos de ferro. Um empresário britânico, Hardy Hislop, apresentou uma proposta para uma linha de Lisboa a Badajoz, tendo uma portaria de 18 de Julho de 1851 formado uma comissão para estudar esta proposta, onde se incluía o escritor Almeida Garrett. Em 20 de Outubro, a comissão elaborou as bases para o concurso deste caminho de ferro, fundadas na proposta anterior. O concurso, organizado por Fontes Pereira de Melo, foi aberto em 6 de Maio e encerrado em 31 de Julho de 1852, tendo participado vários concorrentes, como Benjamim de Oliveira e Samuel Morton Peto, mas a concessão acabou por ser entregue à Companhia Central e Peninsular dos Caminhos de Ferro em Portugal. O contrato foi assinado em 10 de Agosto desse ano, e as obras começaram oficialmente em 17 de Setembro de 1853. Nessa altura, gerou-se alguma polémica sobre qual das duas linhas, a do Norte ou do Leste, era de construção prioritária, tendo-se dado a preferência à linha até Badajoz. Em 6 de Novembro de 1854, foi nomeada uma comissão para se reunir em 13 de Novembro com os representantes espanhóis, em Elvas, de forma a ser escolhido o local onde a futura linha férrea de Lisboa a Madrid deveria passar a fronteira.
Em Janeiro de 1856, chegou a Portugal o engenheiro Wattier, que tinha sido contrato pelo governo para planear o traçado e dirigir as obras da Linha do Leste. Em Junho desse ano, os governos ibéricos formaram uma comissão mista, para estudar qual o traçado definitivo para a ligação fronteiriça. Formaram-se duas correntes de opinião, uma defendendo que a linha deveria ser paralela ao Rio Tejo, o que diminuiria as distâncias entre as capitais mas necessitaria de mais investimentos, enquanto que a outra apresentava um traçado junto ao Rio Guadiana, porque passaria junto à Praça-forte de Elvas. Foi escolhida a segunda proposta, mas continuaram a surgir movimentos de resistência a esta decisão. Um dos principais opositores foi o rei D. Pedro V, que tinha uma certa animosidade em relação ao facto de D. José de Salamanca se encontrar à frente dos principais projectos ferroviários portugueses, tendo intervindo directamente no planeamento desta linha, e escrito sobre o seu traçado numa revista de engenharia militar. Em 18 de Agosto de 1856, o rei escreveu um relatório denominado de O Caminho de Ferro de Leste, onde criticou a forma como o concurso fora realizado, uma vez que não tinha sido escolhido o empreiteiro mais adequado para as obras, e aconselhou a uma separação entre as linhas do Norte e Leste, de forma a não ficarem ambas sob a mesma empresa. Desta forma, a companhia seria responsável pelas duas vias principais, ficando com um poder quase estatal, e prejudicando futuras negociações para a abertura de linhas transversais àqueles dois eixos. Com efeito, esta situação sucedeu alguns anos depois, como a tentativa para ligar Évora a Elvas por via férrea na década de 1860, que teria sido de grande utilidade para a região Sul do país, mas que encontrou uma forte oposição por parte da Companhia Real. Decidiu-se que as duas linhas teriam um tronco comum até um ponto próximo da Vila Nova da Barquinha, onde seria instalada a Estação do Entroncamento.

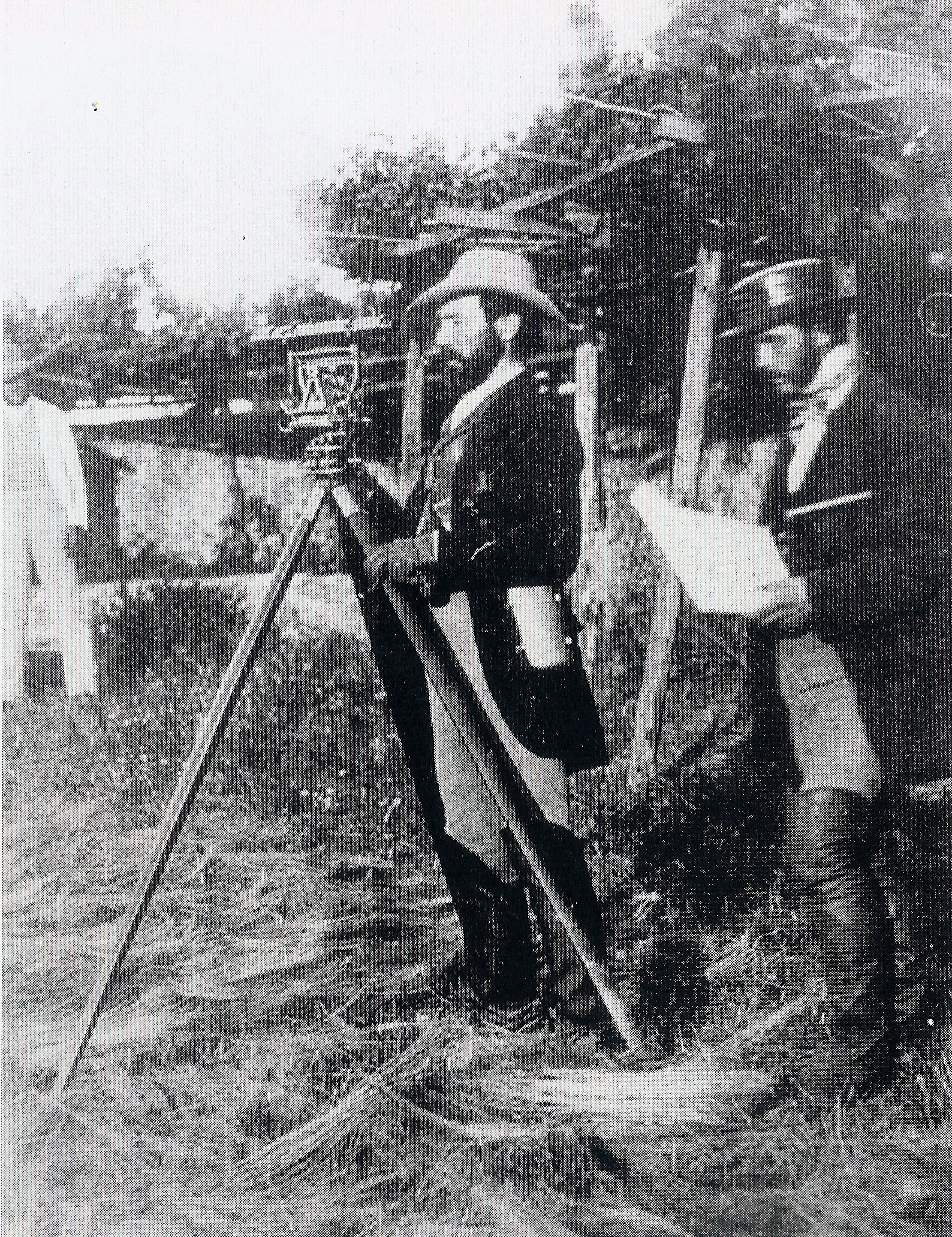
Engenheiros ingleses nas obras da Linha do Leste, em 1856

#### Lanços de Lisboa a Abrantes
O primeiro troço desta linha, entre o Carregado e Lisboa, foi inaugurado em 28 de Outubro de 1856. Porém, continuaram os problemas com as obras, e a Companhia Central e Peninsular enfrentou graves problemas económicos. Após ter fracassado, em 1859, um contrato com o empresário Samuel Morton Peto, o governo adjudicou em 30 de Julho desse ano, de forma provisória, as obras nas Linhas do Leste e Norte ao empresário espanhol D. José de Salamanca y Mayol. O contrato definitivo foi assinado em 12 de Setembro desse ano, e aprovado pelas cortes por uma carta de lei de 5 de Maio de 1860. D. José de Salamanca criou a Companhia Real dos Caminhos de Ferro Portugueses para explorar ambas as linhas, tendo trespassado a sua concessão para a Companhia Real em 13 de Outubro de 1860. Este primeiro lanço foi construído em bitola padrão, de 1,435 m, já a pensar na futura integração na rede ferroviária Europeia, mas entretanto as vias férreas em Espanha adoptaram uma nova bitola de 1,672 m, forçando à adaptação das linhas portuguesas, de forma a não ficarem isoladas do país vizinho. Assim, foram modificadas as vias férreas em 1861, e o lanço até Santarém entrou ao serviço em 1 de Julho desse ano. O troço até Abrantes entrou ao serviço em 7 de Novembro de 1862. Em 2 de Dezembro de 1862, ocorreu um acidente na Ponte da Ribeira De Sôr. Em 1860, o rei D. Pedro V escreveu dois artigos sobre as linhas férreas na Revista Militar, onde relatou que as autoridades militares tinham-se oposto ao traçado da Linha do Leste, considerando que aquela artéria seria muito perigosa em caso de conflito. Desta forma, assistiu-se a um conflito entre os interesses militares e económicos, como os de Portalegre, e as directrizes técnicas na escolha do traçado. Com a criação da Companhia Real, deu-se um novo impulso às obras das linhas do Norte e Leste, onde chegaram a trabalhar 40 mil operários, dirigidos por um grande número de engenheiros portugueses e espanhóis.

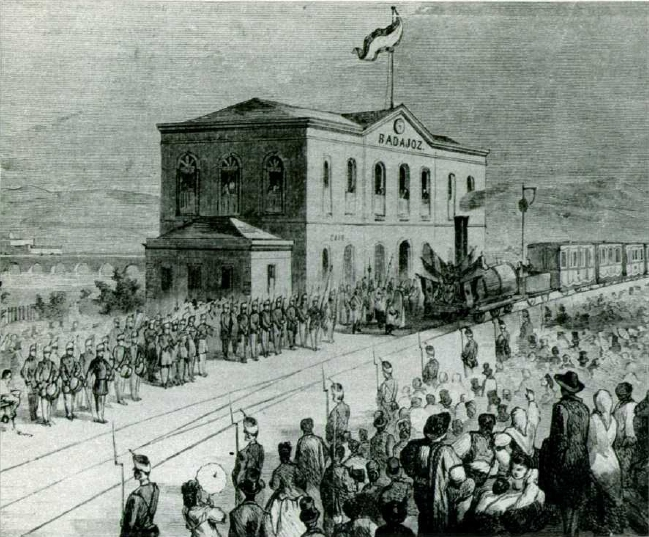
Inauguração do troço entre Badajoz e a fronteira portuguesa, em 1863

#### Construção do Crato a Badajoz e primeiros anos
A Linha chegou ao Crato no dia 6 de Março de 1863, e a Elvas em 4 de Julho do mesmo ano. A ligação desde esta estação até à fronteira abriu à exploração em 24 de Setembro, tendo o troço desde este ponto até à estação de Badajoz, do lado espanhol, entrado ao serviço no dia 20 de Setembro. A cerimónia de inauguração contou com a presença da rainha Isabel II de Espanha. Esta foi a primeira união ferroviária entre os dois países, embora este lanço estivesse inicialmente isolado da rede espanhola. A plataforma de via foi desde logo preparada para a duplicação.
A construção da Linha do Leste fez parte da primeira fase da instalação dos caminhos de ferro em Portugal, nas décadas de 1850 e 1860, que incluiu igualmente a Linha do Norte, e os primeiros lanços das futuras linhas do Alentejo, Évora e Sul.
Em 25 de Maio de 1865, a exploração das Linhas do Norte e Leste passou a ser assegurada pela Companhia Real, tendo sido até então feita pela empresa construtora. Em 26 de Setembro desse ano, foi aprovado o Regulamento de Sinais para as duas linhas.
Em 3 de Maio de 1871, entraram ao serviço os livros de reclamação nas estações das linhas do Norte e Leste. Em 30 de Janeiro de 1873, iniciou-se uma greve de oito dias nas linhas do Norte e Leste, onde participaram os maquinistas, os fogueiros e dos operários das oficinas. Em 26 de Fevereiro de 1875, uma lei autorizou o governo a isentar dos impostos de trânsito as mercadorias que fossem transportadas no regime de pequena velocidade pelas linhas do Norte e Leste, durante um período de 36 anos.
Durante a construção das duas linhas, as pontes foram inicialmente construídas com técnicas britânicas, tendo algumas chegado a ser fabricadas em madeira, que tiveram uma duração apenas de algumas décadas. Em 1875, a Companhia Real iniciou um programa de substituição das pontes, que também englobou a Linha do Leste.

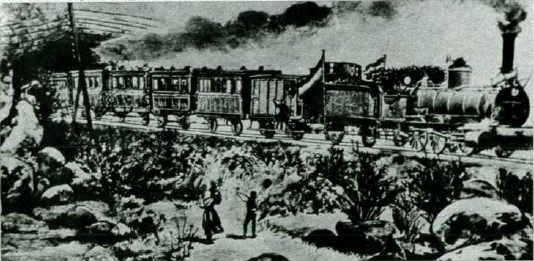
Comboio inaugural da ligação directa entre Madrid e Portugal

### Ligação à rede espanhola
Do lado castelhano, a Compañía de los Ferrocarriles de Madrid a Zaragoza y Alicante obteve autorização para instalar várias linhas, incluindo uma de Alcázar de San Juan, na Linha de Madrid, a Ciudad Real, que foi inaugurada em 14 de Março de 1861. Já em 1859, dom José Forns tinha pedido a concessão para uma ligação ferroviária entre Ciudad Real e a fronteira portuguesa, passando por Badajoz. No entanto, devido a problemas financeiros, só em 1861 é que conseguiu criar uma empresa para este projecto, a Compañia de Los Caminos de Hierro de Ciudad Real a Badajoz. Esta linha foi concluída com a construção do último troço, entre Almorchón e Veredas - Castuera, em Novembro de 1866, tendo sido inaugurada em 22 de Novembro. A cerimónia, em Badajoz, contou com a presença dos ministros de Estado e do Fomento espanhóis, e 3 ministros portugueses. A Companhia ofereceu um banquete, e depois fizeram-se os discursos. A festa principal só se deu, no entanto, nos dias 11 e 12 de Dezembro, quando a rainha Isabel II de Espanha e o seu esposo viajaram de Madrid a Lisboa pela linha recém-inaugurada, tendo regressado pela mesma via alguns dias depois.
Devido ao traçado das linhas em Espanha, que não apresentava nessa época uma ligação evidente entre Madrid e a fronteira com Portugal, os serviços entre as capitais ibéricas eram forçadas a dar uma grande volta por Alcázar de San Juan, Manzanares e Ciudad Real. Este problema foi em parte resolvido com a abertura da linha entre Madrid e Ciudad Real, em 1 de Maio de 1879.
Em 19 de Abril de 1877, um decreto autorizou a Companhia Real a construir o Ramal de Cáceres, desde a estação de Torre das Vargens, na Linha do Leste, até à fronteira espanhola perto de Cáceres. Um dos objectivos deste ramal era providenciar uma ligação mais directa entre Lisboa e Madrid. O ramal entrou ao serviço em 6 de Junho de 1880, mas a ligação internacional só foi inaugurada em 8 de Outubro de 1881.
Em 1873, Amadeu I de Espanha transitou pela Linha do Leste, na sua viagem de comboio a caminho de Lisboa, após abdicar do trono espanhol, tendo sido recebido, com grande cerimónia, na estação de Elvas.
Em 1876, iniciaram-se os serviços de ambulâncias postais entre Portugal e Espanha, através da Linha do Leste.
Desde os primeiros anos de funcionamento da Linha do Leste que se verificou que o grande volume de tráfego com Espanha era muito inferior ao esperado, situação que continuou no Século XX. Ainda assim, a Linha do Leste fez de Lisboa um importante entreposto a nível peninsular, permitindo o escoamento dos produtos do interior espanhol. Os fracos resultados financeiros da Linha do Leste foram um dos principais factores para a deterioração da situação económica da Companhia Real, que no entanto continuou a ser a principal impulsora para o crescimento da rede ferroviária nos finais do Século XIX.

### Década de 1890
Em 6 de Setembro de 1891, entrou ao serviço o primeiro lanço da Linha da Beira Baixa, de Abrantes à Covilhã. A Linha foi concluída em 11 de Maio de 1893, quando foi inaugurado o lanço da Covilhã à Guarda.
Em 16 de Setembro de 1897, a Gazeta dos Caminhos de Ferro noticiou que a Companhia Real tinha levado a cabo um programa de substituição dos tabuleiros metálicos de pontes nas suas linhas do Norte e Leste, incluindo o de Torre das Vargens.

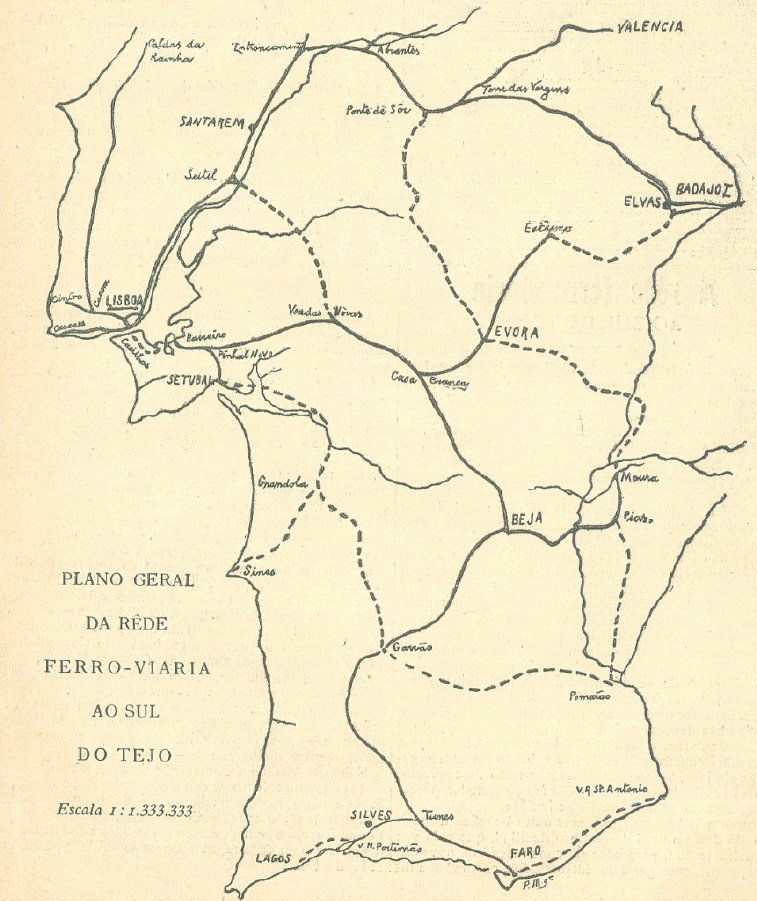
Mapa do Plano de 1902, mostrando os projectos para as linhas de Évora a Ponte de Sor e de Estremoz a Elvas.

#### Ligações projectadas a Évora
Quando foi inaugurada a linha até Évora, em 1863, já se pensava em continuar aquela via férrea até à Linha do Leste. Em 1864, a Companhia dos Caminhos de Ferro do Sueste foi contratada para continuar a Linha de Évora até ao Crato, na Linha do Leste. No entanto, este projecto levantou objecções por parte da Companhia Real dos Caminhos de Ferro Portugueses, uma vez que uma cláusula do contrato determinava uma zona exclusiva de 40 Km em redor da Linha do Leste, além que a Companhia Real temia perder parte do seu tráfego, uma vez que naquela altura Badajoz era o único ponto fronteiriço ferroviário. Em 10 de Agosto de 1897, o Ministro da Fazenda apresentou às Câmaras uma proposta de lei para o arrendamento das linhas então sob a jurisdição do Estado, e a construção de várias linhas, incluindo uma que estabelecesse uma ligação entre a Rede do Sul e Sueste e a Linha do Leste. Posteriormente, foi estudada a substituição do projecto de Évora ao Crato pelo prolongamento da Linha de Évora de Estremoz até Elvas, e por uma linha até Chança ou Ponte de Sor. Em 16 de Janeiro de 1899, a Gazeta dos Caminhos de Ferro relatou que o governo tinha ordenado a abertura de um inquérito administrativo, para informar o público sobre os vários projectos que existiam para caminhos de ferro, incluindo o de Évora a Ponte de Sôr. Em 16 de Dezembro de 1901, a Gazeta noticiou que o Ministro das Obras Públicas já tinha ordenado a elaboração do ramal de Estremoz a Elvas por Vila Viçosa.
Os troços de Évora a Ponte de Sôr e de Estremoz a Elvas foram aprovados pelo Plano da Rede ao Sul do Tejo, decretado em 17 de Novembro de 1902, não tendo desta vez ocorrido quaisquer reclamações por parte da Companhia Real, uma vez que a Linha do Leste já não era a única ligação ferroviária com Espanha, e um litígio de 1880 em relação ao troço da Pampilhosa à Figueira da Foz tinha firmado a jurisprudência sobre o paralelismo de linhas nas zonas marginais das concessões.

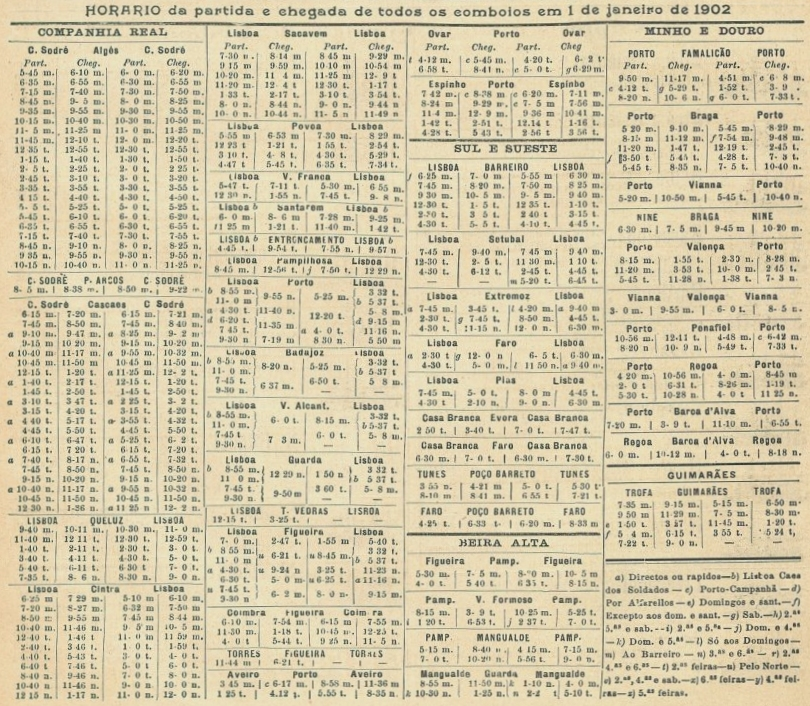
Horários de todos os comboios de passageiros em 1 de Janeiro de 1902, incluindo os comboios de Lisboa a Badajoz

### Século XX

#### Década de 1900
O tráfego fronteiriço de carga e passageiros pela Linha do Leste aumentou de 1901 para 1902, tendo os principais movimentos de mercadorias sido a exportação de madeiras, no regime de pequena velocidade, e a importação de lãs, cereais e metais. Neste último ano, esta era uma das ligações ferroviárias em Portugal com maior incidência de apedrejamento das composições.

#### Décadas de 1930 e 1940
O relatório de 1931 - 1932 da Direcção Geral de Caminhos de Ferro, apresentado em 1934, calculou que a Linha do Leste, então considerada entre a Estação de Lisboa-Santa Apolónia à fronteira com Espanha em Elvas, possuía uma extensão de 275,599 Km.
Em 1943, foi construída uma automotora com motor a gasogénio, que foi introduzida na Linha do Leste, onde melhorou e acelerou de forma considerável os serviços de passageiros.

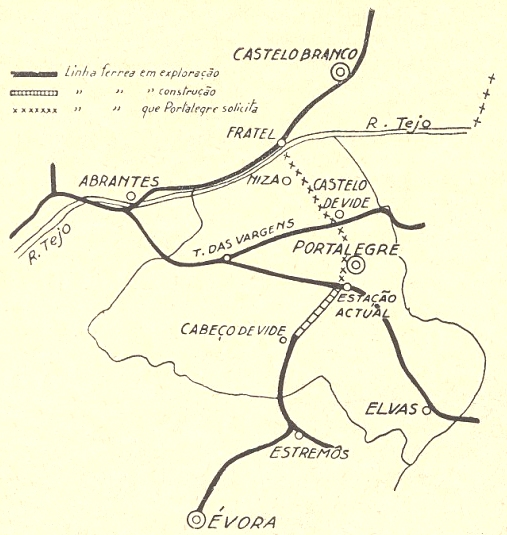
Projecto para a continuação do Ramal de Portalegre de Cabeço de Vide a Fratel, do qual apenas o lanço de Cabeço de Vide a Portalegre (Linha do Leste) foi construído

##### Ligação a Estremoz
Em 1892, foi classificada uma linha em via estreita de Estremoz a Vila Velha de Ródão por Portalegre, na Linha do Leste, e Castelo de Vide, no Ramal de Cáceres, que foi a génese do futuro Ramal de Portalegre. Um diploma publicado no Diário do Governo n.º 176, II Série, de 1 de Agosto de 1938, aprovou o projecto para uma variante no quarto lanço da Linha do Leste, entre os PK 215,086 e 217,450, relativo a obras de transformação da estação de Portalegre para servir de bifurcação com o futuro Ramal de Portalegre. Em 1 de Setembro de 1939, a Gazeta dos Caminhos de Ferro relatou que a cidade de Portalegre tinha enviado uma comissão ao governo para pedir a realização de várias obras que seriam de grande utilidade para a região, incluindo a continuação do Ramal de Portalegre até Fratel, na Linha da Beira Baixa, passando pela cidade de Portalegre e por Castelo de Vide. O ministro das Obras Públicas, Duarte Pacheco, admitiu que tinha grandes reservas em relação a este projecto, e que os investimentos que o governo tinha feito em estradas no Distrito seria suficiente para compensar esta lacuna.
Em 7 de Novembro de 1948, a Companhia dos Caminhos de Ferro fez uma viagem especial até Badajoz, para experimentar uma automotora de origem Sueca, que tinham vindo recentemente para Portugal.
Em 27 de Novembro de 1948, chegou à estação de Portalegre o primeiro comboio de serviço do Ramal de Portalegre, como parte das obras do lanço até Cabeço de Vide. Este lanço foi inaugurado em 21 de Janeiro de 1949, concluindo o Ramal de Portalegre, que ligava a estação de Estremoz à Linha do Leste.

#### Décadas de 1950 e 1960
Em 1950, a Linha do Leste ainda era a melhor das três ligações possíveis entre Lisboa e Madrid, pois permitia uma viagem de ida e volta entre as capitais no mesmo dia, o que não se podia fazer por Vilar Formoso nem Marvão.
O Decreto-Lei n.º 38:246, de 9 de Maio de 1951, estabeleceu as bases para o contrato entre o governo e a Companhia dos Caminhos de Ferro Portugueses para a concessão de todas as linhas portuguesas, tendo a Linha do Leste ficado limitada do Entroncamento à fronteira, enquanto que o lanço de Santa Apolónia ao Entroncamento passou a fazer parte da Linha do Norte.
Em 1967, foram organizados comboios de trigo de Espanha para Portugal, no âmbito de um tratado comercial entre as duas nações ibéricas, tendo estes comboios circulado pelo Ramal de Cáceres e pelas Linhas do Leste e da Beira Alta.
Em 16 de Agosto de 1968, a Gazeta dos Caminhos de Ferro noticiou que a Companhia dos Caminhos de Ferro Portugueses estava a preparar um contracto para a remodelação de vários lanços da rede ferroviária, incluindo a renovação parcial da via entre Torre das Vargens e Elvas.

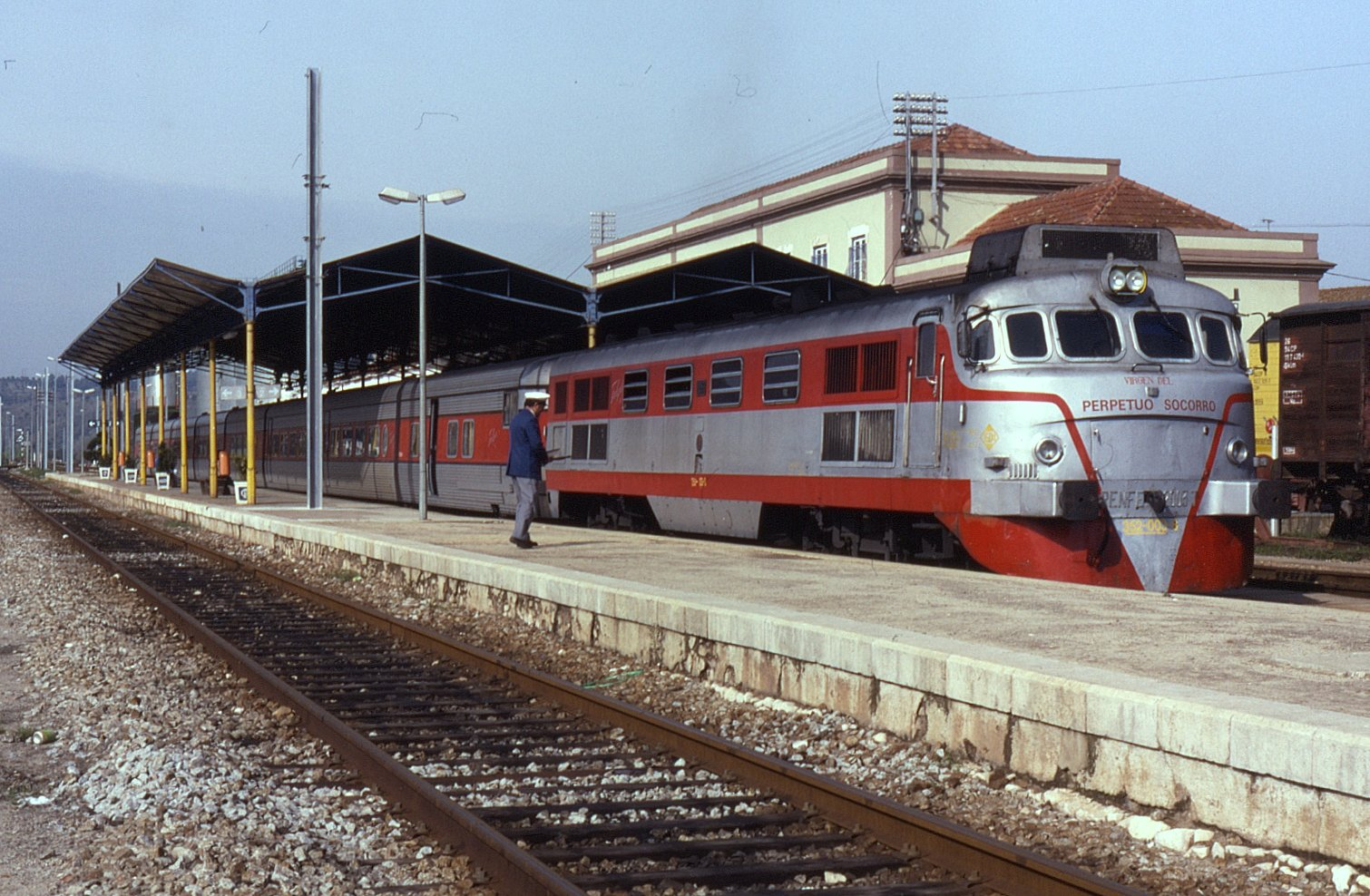
Comboio Talgo na Estação de Abrantes, em 1993

#### Década de 1980
No Conselho de Ministros do Governo Português, realizado em 15 de Novembro de 1988, deliberou-se que fossem realizados, até Dezembro daquele ano, estudos sobre as quatro ligações ferroviárias internacionais, incluindo a Linha do Leste. Um dos propósitos seria a futura adaptação destas linhas à bitola europeia, e à circulação no regime de alta velocidade. Nesta altura, esta ligação era, junto com as Linhas do Norte e Beira Alta, um dos eixos prioritários para a modernização, devido à sua importância como linha internacional.

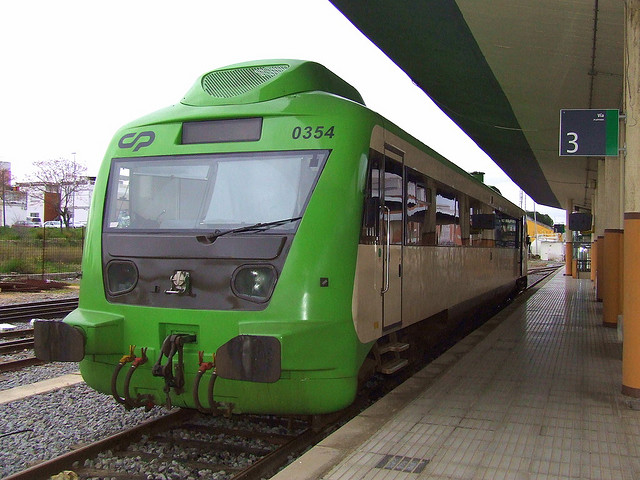
A automotora CP 0354 em Badajoz oriunda do Entroncamento, tendo percorrido a Linha do Leste, em 2009.

### Século XXI
Em 2009, a Rede Ferroviária Nacional preparou um programa de investimentos, no valor de 48 milhões de Euros, para a modernização desta linha, e adaptação da via a bitola dupla; no entanto, este empreendimento foi interrompido em 2011, ficando vários troços ainda por intervencionar.
Em Outubro do mesmo ano, o Governo anunciou que esta seria uma das linhas nas quais os serviços de passageiros iriam terminar, uma vez que a procura apresentava-se mais adequada ao transporte rodoviário; com efeito, a operadora Comboios de Portugal calculou que esta linha dava cerca de 1,2 milhões de Euros de prejuízo, tendo, em 2010, transportado 28.164 passageiros, o que amonta a uma média de 19 viajantes por composição.
Em Abril de 2011, uma pessoa foi mortalmente atropelada quando atravessava a via, na zona de Arronches.

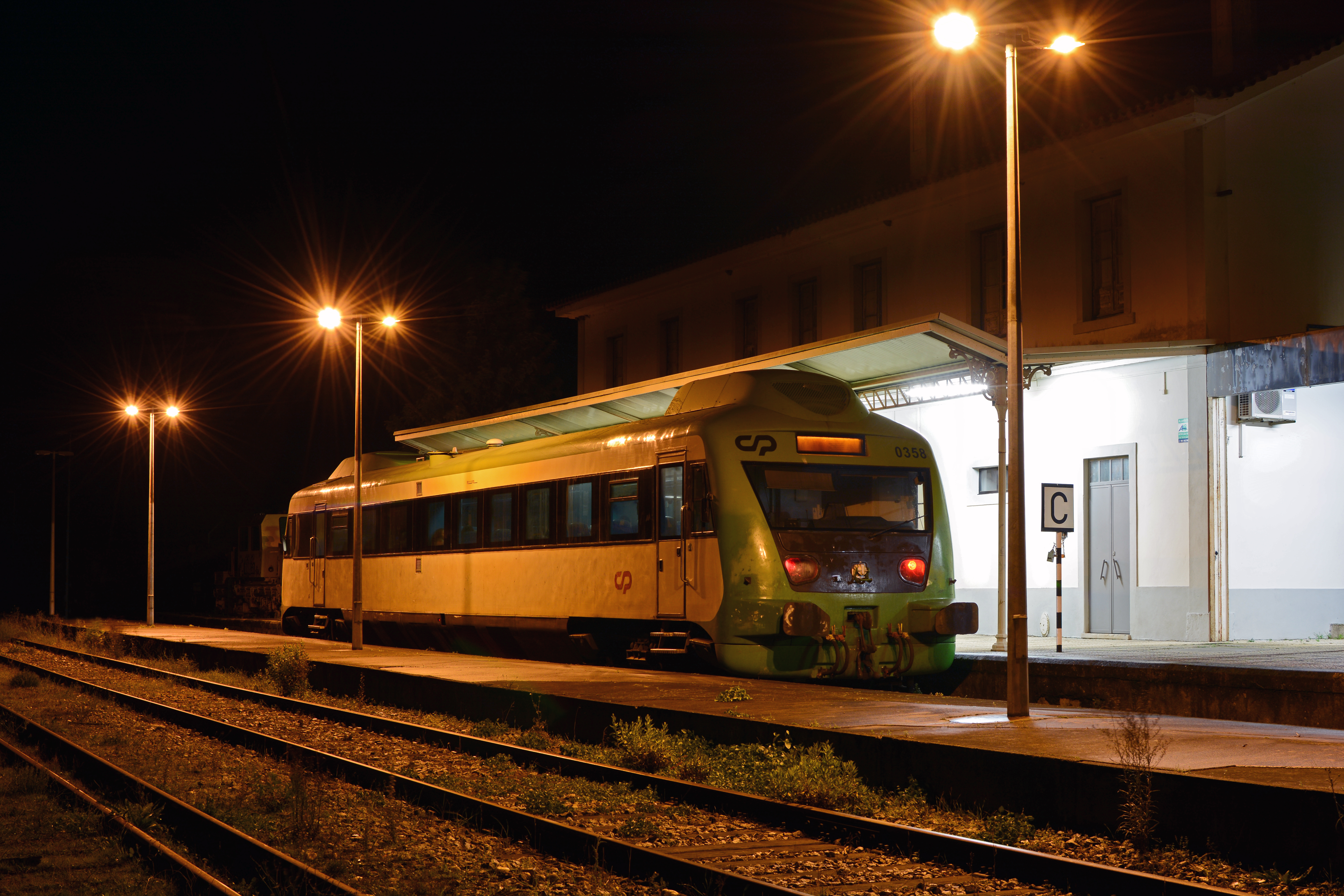
Automotora na estação de Ponte de Sor, em 2016

#### Supressão e reinício das circulações de passageiros
Em Dezembro de 2011, a operadora Comboios de Portugal comunicou que, devido à reduzida procura, iria suprimir todos os serviços Regionais de passageiros nesta linha a partir do dia 1 de Janeiro de 2012.

O serviço de passageiros nesta linha foi retomado a 25 de Setembro de 2015, inicialmente apenas por um período experimental de seis meses. Estes comboios, que circulavam apenas às Sextas-feiras e Domingos, fazendo o percurso entre o Entroncamento e Portalegre. Em Janeiro de 2016, não obstante a obrigatória reavaliação deste serviço, foi aprovado no Parlamento português o alargamento do serviço a Elvas e o aumento da frequência para diário. Em 29 de Agosto de 2017, começaram a circular dois comboios por dia entre o Entroncamento e Badajoz, um em cada sentido, utilizando as automotoras Allan da Série 0350.